# Шестнадцатое правительство Израиля
Шестнадцатое правительство Израиля (ивр. ממשלת ישראל השש עשרה‎) было сформировано Голдой Меир 10 марта 1974 года, после парламентских выборов 1973, и находилось у власти до 3 июня (то есть всего 85 дней), что было самой непродолжительным каденцией в израильской политической истории.
Правительство было коалиционным, и включало представителей трёх партий: блок Маарах, МАФДАЛ и Партии независимых либералов, которые на выборах 1973 получили 68 из 120 мест в Кнессете. Правительство первоначально состояло из 22 министров, при этом министр социального обеспечения Мишель Хасани подал в отставку 4 апреля, и не был никем заменён. Девять министров не являлись депутатами Кнессета, хотя двое из них были избраны в Кнессет на последних выборах, но ушли в отставку после того, как были назначены в состав кабинета. В отличие от предыдущего правительства, в котором было девять заместителей министров, в шестнадцатом правительстве был только один заместитель министра, который был назначен лишь 6 мая.
Голда Меир подала в отставку 11 апреля 1974 году после того, как комиссия Аграната, расследовавшая готовность Израиля к Войне судного дня, опубликовала свой предварительный доклад. Правительство продолжало исполнять свои обязанности до тех пор, пока партия Авода (крупнейшая фракция в блоке Маарах) не избрала нового лидера, которому было поручено сформировать новое правительство. 26 апреля на внутрипартийных выборах Ицхак Рабин победил Шимона Переса, и приступил к формированию семнадцатого правительства, которое пришло к власти 3 июня 1974 года.

## Состав правительства
| Должность                         | Имя, фамилия                     | Партийная принадлежность    |
| --------------------------------- | -------------------------------- | --------------------------- |
| Премьер-министр                   | Голда Меир                       | Маарах                      |
| Заместитель премьер-министра      | Игаль Алон                       | Маарах                      |
| Министр сельского хозяйства       | Хаим Гвати                       | Не был депутатом Кнессета 1 |
| Министр связи                     | Аарон Уцан                       | Не был депутатом Кнессета 1 |
| Министр обороны                   | Моше Даян                        | Маарах                      |
| Министр развития                  | Хаим Бар-Лев                     | Не был депутатом Кнессета 2 |
| Министр образования и культуры    | Игаль Алон                       | Маарах                      |
| Министр финансов                  | Пинхас Сапир                     | Маарах                      |
| Министр иностранных дел           | Абба Эвен                        | Маарах                      |
| Министр здравоохранения           | Виктор Шем-Тов                   | Не был депутатом Кнессета 1 |
| Министр строительства             | Иешуа Рабинович                  | Не был депутатом Кнессета 2 |
| Министр абсорбции                 | Шломо Розен                      | Не был депутатом Кнессета 1 |
| Министр информации                | Шимон Перес                      | Маарах                      |
| Министр внутренних дел            | Йосеф Бург                       | МАФДАЛ                      |
| Министр юстиции                   | Хаим Йосеф Цадок                 | Маарах                      |
| Министр труда                     | Ицхак Рабин                      | Маарах                      |
| Министр внутренней безопасности   | Шломо Хилель                     | Маарах                      |
| Министр по делам религий          | Зерах Вархафтиг                  | МАФДАЛ                      |
| Министр туризма                   | Моше Коль                        | Не был депутатом Кнессета3  |
| Министр торговли и промышленности | Хаим Бар-Лев                     | Не был депутатом Кнессета2  |
| Министр транспорта                | Аарон Ярив                       | Маарах                      |
| Министр социального обеспечения   | Мишель Хасани (до 4 апреля 1974) | МАФДАЛ                      |
| Министр без портфеля              | Исраэль Галили                   | Маарах                      |
| Министр без портфеля              | Гидеон Хауснер                   | Не был депутатом Кнессета3  |
| Заместитель министра связи        | Джабер Муади (с 6 мая 1974)      | Маарах                      |

1 Хотя Гвати, Розен, Шем-Тов и Уцан не являлись депутатами Кнессета в то время, они ранее были депутатами от блока Маарах.
2 Бар-Лев и Рабинович не были депутатами в то время, они были позже избраны в Кнессет по списку Маарах.
3 Коль и Хауснер были избраны в Кнессет по списку независимых либералов, но сдали депутатские мандаты после того, как были назначены в состав кабинета.